# Phillip Amphlett
Pour les articles homonymes, voir Amphlett.
Phillip Amphlett (1921-1945)  fut, pendant la Seconde Guerre mondiale, un agent britannique du Special Operations Executive.

## Identités
- État civil : Phillip John Amphlett
- Comme agent du SOE :
  - Nom de guerre (field name) : ?
  - Code opérationnel SOE : TAXIDERMIST

Situation militaire : SOE section F, General List, lieutenant, matricule 270979.

## Famille
- Son père : Major Edgar Montague, CBE, MC.
- Sa mère : Jeanne Sophie Amphlett.

## Éléments biographiques
Phillip John Amphlett naît le 15 avril 1921 à Londres W. Spécialisé dans les coups de main, il est parachuté le 16 août 1943, comme membre du groupe SCULLION II. Son nom de code opérationnel est TAXIDERMIST. Arrêté au retour de mission, il est déporté. Le 29 mars 1945, il est exécuté à Flossenbürg.

## Reconnaissance

### Distinction
- Royaume-Uni : Mentioned in Despatches.

### Monuments
- En tant que l'un des 104 agents du SOE section F morts pour la France, Phillip Amphlett est honoré au mémorial de Valençay (Indre).
- Brookwood Memorial, Surrey, panneau 21, colonne 3.
- Musée du camp de Flossenbürg : une plaque, inaugurée le 22 juillet 2007, rend hommage à Phillip Amphlett parmi quinze agents du SOE exécutés.